# Vladimir Čagin
Vladimir Gennaďjevič Čagin (rusky Владимир Геннадьевич Чагин; * 5. ledna 1970 Nytva) je bývalý ruský automobilový závodník. Do roku 2011 se účastnil dálkových rally závodů v kategorii kamionů. Po skončení kariéry nastoupil na pozici ředitele závodního týmu Kamaz–Master a stal se také ředitelem závodu Silk Way Rally.
Jeho úspěchy v Rally Dakar mu vynesly přezdívku Car Dakaru.

## Vítězství
- Rally Dakar:2000, 2002, 2003, 2004, 2006, 2010, 2011
- Desert Challenge: 1999, 2001, 2002, 2003, 2004, 2005
- Baja Italia: 2000
- Optic 2000 Tunisia: 2000, 2001
- Master-Rally: 1995, 1996, 2000, 2002
- Rally Orientale - Kappadokia: 2003, 2004
- Baja Pearl: 2000
- Kalmykia: 2000
- The Quiet Don: 2003
- Khazar Steppes: 2004, 2006

## Rekordy na Rally Dakar
- Nejvíce vítězství v kategorii kamionů: 7 (o 1 víc než Karel Loprais) a jedné kategorii (o 1 víc než Loprais, Peterhansel vyrovnal 2017 v kategorii automobilů)
- Nejvíc celkem vyhraných etap v jedné kategorii: 63 = 57 za volantem + 6 jako palubní mechanik
- Nejvíc vyhraných etap v jednom závodě Rally Dakar: 9 ze 14 v ročníku 2010